# تشی هندی
تَشی هندی (نام علمی: Hystrix indica)، که در ایران اغلب با عنوان تشی شناخته می‌شود، گونه‌ای تشی از تیره تشی‌های جهان قدیم است. ایران، جنوب آسیا و خاورمیانه از جمله مناطق زندگی این پستاندار به‌شمار می‌روند.
تشی دارای لایه‌ای از خار بر پشت خود است که در هنگام احساس خطر، آن‌ها را در بدن جانور مهاجم فرو می‌برد. با داشتن طول سر و تنه‌ای بیشتر از ۷۰ سانتی‌متر، این جانور بزرگ‌ترین جونده ایران به‌شمار می‌رود. در ایران، تشی با نام‌های چوله و سیخور نیز خوانده می‌شود.
خارهای بلند و سیاه و سفید این حیوان که در طبیعت پیدا می‌شوند معمولاً با خارِ جوجه‌تیغی اشتباه گرفته می‌شوند؛ در صورتی که خارهای جوجه تیغی خیلی کوچک است.

## نام‌شناسی
این حیوان در مناطق گوناگون ایران، با نام‌های متفاوتی شناخته می‌شود. در شمال ایران، به آن تشی می‌گویند. در اصفهان چوله و از یزد تا جنوب ایران، سیخور نام دارد. نام‌های دیگر آن هم عبارت است از: سیخ‌چُولَه (لرستان)، کوله تیغ نه، سیکور، آقلی کِرفی، اوخ آتان، سوچر، آتشی، بیهن، پـَهمَزَک، جکاشه، چَکاسه، خارانداز، رُکاسه، رکاشه، ریکاسه، ریگاشه، زُکاسه، زکاشه، سُکاسته، سکاسه، سکاشه، سکاشته، کاسُج، کاسجوک، کاسِشک، کوله، دازو،  بوزوم قوره (خراسانی). همچنین «گربه تیغی» نیز گفته می‌شود و گاه به غلط آنرا جوجه تیغی یا خارپشت می‌نامند. در شعری آمده‌است:
«گرچه دارد ز اعتراض جهول*****سینه پر تیر طعنه چون چوله
لیک نزدیک من چنان باشد*****که سگ از دور می‌کند دوله»
واژه‌های کاس و کاش که در زبان‌های ایرانی به معنای خوک است در ترکیب بخشی از نام‌های بالا دیده می‌شود. نام این جانور در انگلیسی یعنی Porcupine و تلفظ‌های مشابه در دیگر زبان‌های اروپایی نیز به معنی «خوک تیغی» است.

## توصیف
طول سر و تنه این پستاندار ۷۰ تا ۹۰ سانتی‌متر است، طول هر یک از خارها ۱۸ تا ۳۵ سانتی‌متر، و وزن آن به ۱۱ تا ۲۵ کیلوگرم می‌رسد. دم تشی هندی نیز ۸ تا ۱۰ سانتی‌متر طول دارد.
تمام بدن تشی‌ها از خارهای مخروطی شکل، محکم و بلندی پوشیده‌است که گاهی طول آن‌ها به ۳۵ سانتی‌متر هم می‌رسد. تشی‌ها ۷ نوع خار متفاوت دارند. طولانی‌ترین خارها در قسمت گردن و شانه قرار گرفته و کوتاه‌ترین آن‌ها در قسمت دُم است.
خارهای ناحیه گردن و شانه نازک و بلند است، موقعی که آن‌ها را سیخ می‌کند به شکل بادبزن در می‌آیند و جانور بزرگ‌تر به نظر می‌رسد. خارهای قسمت پشت کوتاه‌تر و کمی کلفت‌تر با نوارهای سیاه و زرد، و خارهای ناحیه دم کوتاه و سفیدند.

## پراکندگی و زیستگاه
تشی جوندهٔ بسیار محتاطی است که فقط بعد از تاریکی کامل هوا از لانه‌اش بیرون می‌آید و به تنهایی زندگی می‌کند. معمولاً در سوراخ‌های وسیع و عمیق، شکاف سنگ‌ها، غارها و خرابه‌ها، چاه‌ها و قنات‌های متروک لانه می‌سازد. در طول روز، در این لانه‌ها، که ورودی‌های متعدد و بسیار وسیعی دارد، باقی می‌ماند و استراحت می‌کند. امکان دارد در مناطق مسطح، برای ایجاد لانه حتی تونلی در زیر زمین ایجاد کند. معمولاً جلو در لانهٔ آن‌ها می‌توان تعداد زیادی از خارهایشان را پیدا کرد که در هنگام ورود به لانه، در اثر برخورد با دیواره‌ها کنده شده‌اند.
این جانور در بیشتر زیستگاه‌ها اعم از جنگلی، کوهستانی، استپی و بیابانی زندگی می‌کند. پیرامون باغ‌ها و زمین‌های کشاورزی نیز از جمله مناطق سکونتش هستند.

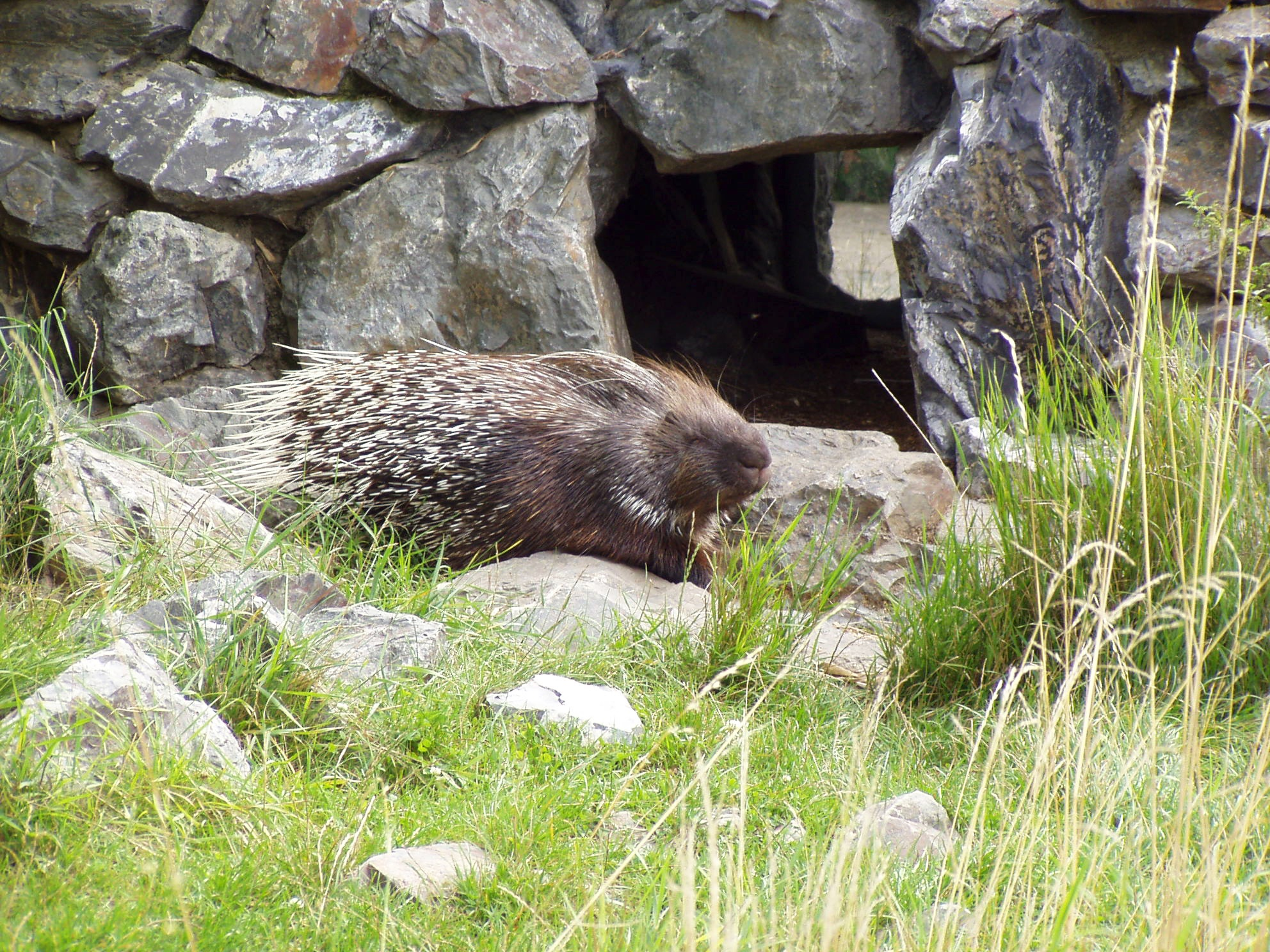
تشی هندی در باغ وحش پراگ

طول عمر تشی‌های هندی در حدود ۱۵ سال است. مسن‌ترین تشی هندی ثبت شده در اسارت سنی برابر ۲۷ سال داشت.

## رفتار
تغذیه
تشی با خوردن استخوان‌ها و شاخ‌هایی که پیدا می‌کند، مواد معدنی مورد نیاز بدن خود، از جمله کلسیم را، از آن‌ها می‌گیرد. این مواد معدنی برای رشد خارهای تشی بسیار لازم است. به علاوه تشی به خوردن پیاز و ریشهٔ گیاهان علاقهٔ زیادی دارد.

#### دفاع از خود
بر خلاف تصور، تشی نمی‌تواند خارهای خود را پرت کند؛ بلکه در موقع احساس خطر برای بزرگ جلوه دادن خود خارها را سیخ می‌کند. تشی ابتدا با تکان دادن آن‌ها و تولید صدا سعی می‌کند دشمن را فراری دهد. اما اگر تهدید ادامه پیدا کرد، خود را از پشت به حیوان مهاجم می‌کوبد. در این حمله، خارهای شُل بدن تشی کنده می‌شود. گاهی هم در حال فرار ناگهان توقف می‌کنند تا حیوان مهاجم با خارهای بدنشان برخورد کند. با وجود این خارها، برخی حیوانات می‌توانند آن‌ها را شکار کنند. حیواناتی مانند کاراکال، پلنگ، گرگ، کفتار راه راه، کروکودیل و انسان از مهم‌ترین شکار کنندگان تشی هندی هستند.رفتار تغذیه‌ای تشی به پراکنش بذر و دانهٔ گیاهان کمک می‌کند.

## تولید مثل
طول دوره بارداری تشی هندی به‌طور متوسط ۲۴۰روز است. تشی ماده یک بار در سال زایمان کرده و دو تا چهار نوزاد با چشم‌های باز و موهای کوتاه و نرم به دنیا می‌آورد. این موها طی چند ساعت تبدیل به خار می‌شوند. نوزادان برای ۱۳–۱۹ هفته توسط والدین مراقبت و تغذیه می‌شوند و پس از این مرحله بچه‌ها تا حدود دو سالگی که بالغ می‌شوند در لانه و کنار والدین زندگی می‌کنند. گزارش شده‌است که تشی‌های هندی تک همسر هستند و یک جفت تشی تمام طول عمر خود را در کنار هم زندگی می‌کنند. یک جفت تشی هندی در تمام طول سال و به‌طور روزانه با یکدیگر رابطهٔ جنسی دارند. به نظر می‌رسد دلیل این رفتار ایجاد استحکام و تداوم رابطه بین جانور نر و ماده است. این نوع از رفتار فقط در بونوبوها، برخی از دلفین‌ها و انسان مشاهده شده‌است.